# Torxé
Torxé est une commune du sud-ouest de la France, située dans le département de la Charente-Maritime (région Nouvelle-Aquitaine).
Ses habitants sont appelés les Torxéens et les Torxéennes.

## Géographie
Petite commune rurale appartenant au canton de Saint-Jean-d'Angély, arrosée par la Boutonne.

### Communes limitrophes
|                 | Chantemerle-sur-la-Soie | Landes    |
| Tonnay-Boutonne | Torxé                   | La Vergne |
|                 | Les Nouillers           | Voissay   |

## Urbanisme

### Typologie
Au 1er janvier 2024, Torxé est catégorisée commune rurale à habitat très dispersé, selon la nouvelle grille communale de densité à 7 niveaux définie par l'Insee en 2022.
Elle est située hors unité urbaine. Par ailleurs la commune fait partie de l'aire d'attraction de Saint-Jean-d'Angély, dont elle est une commune de la couronne,. Cette aire, qui regroupe 37 communes, est catégorisée dans les aires de moins de 50 000 habitants,.

### Occupation des sols
L'occupation des sols de la commune, telle qu'elle ressort de la base de données européenne d’occupation biophysique des sols Corine Land Cover (CLC), est marquée par l'importance des territoires agricoles (97,4 % en 2018), en augmentation par rapport à 1990 (96 %). La répartition détaillée en 2018 est la suivante : 
terres arables (83,1 %), zones agricoles hétérogènes (14,3 %), forêts (2,2 %), milieux à végétation arbustive et/ou herbacée (0,4 %). L'évolution de l’occupation des sols de la commune et de ses infrastructures peut être observée sur les différentes représentations cartographiques du territoire : la carte de Cassini (XVIIIe siècle), la carte d'état-major (1820-1866) et les cartes ou photos aériennes de l'IGN pour la période actuelle (1950 à aujourd'hui).

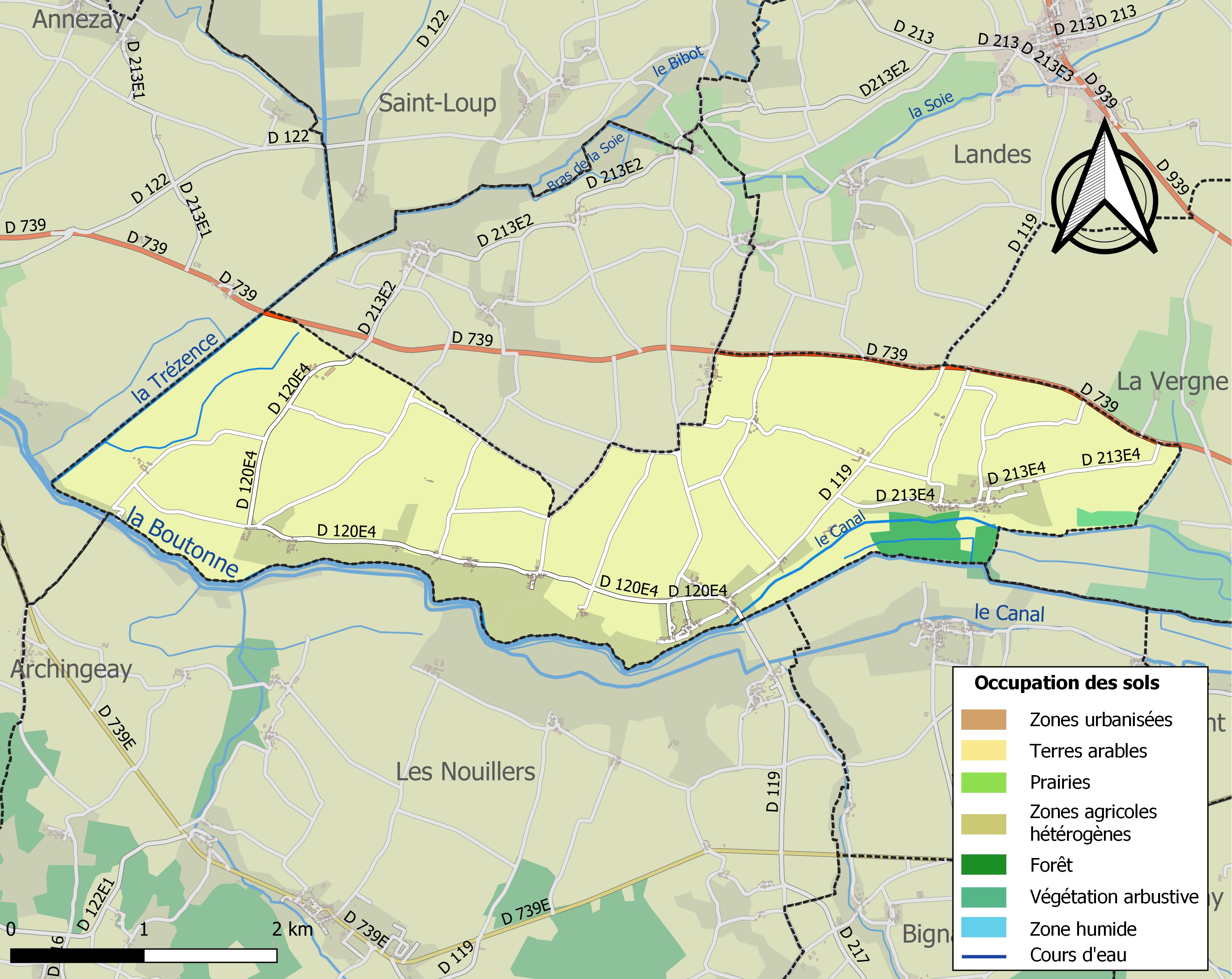
Carte des infrastructures et de l'occupation des sols de la commune en 2018 (CLC).

### Risques majeurs
Le territoire de la commune de Torxé est vulnérable à différents aléas naturels : météorologiques (tempête, orage, neige, grand froid, canicule ou sécheresse), inondations, mouvements de terrains et séisme (sismicité modérée). Il est également exposé à un risque technologique,  le transport de matières dangereuses. Un site publié par le BRGM permet d'évaluer simplement et rapidement les risques d'un bien localisé soit par son adresse soit par le numéro de sa parcelle.

#### Risques naturels
Certaines parties du territoire communal sont susceptibles d’être affectées par le risque d’inondation par débordement de cours d'eau, notamment la Boutonne et la Trézence. La commune a été reconnue en état de catastrophe naturelle au titre des dommages causés par les inondations et coulées de boue survenues en 1982, 1983, 1993, 1999 et 2010,.

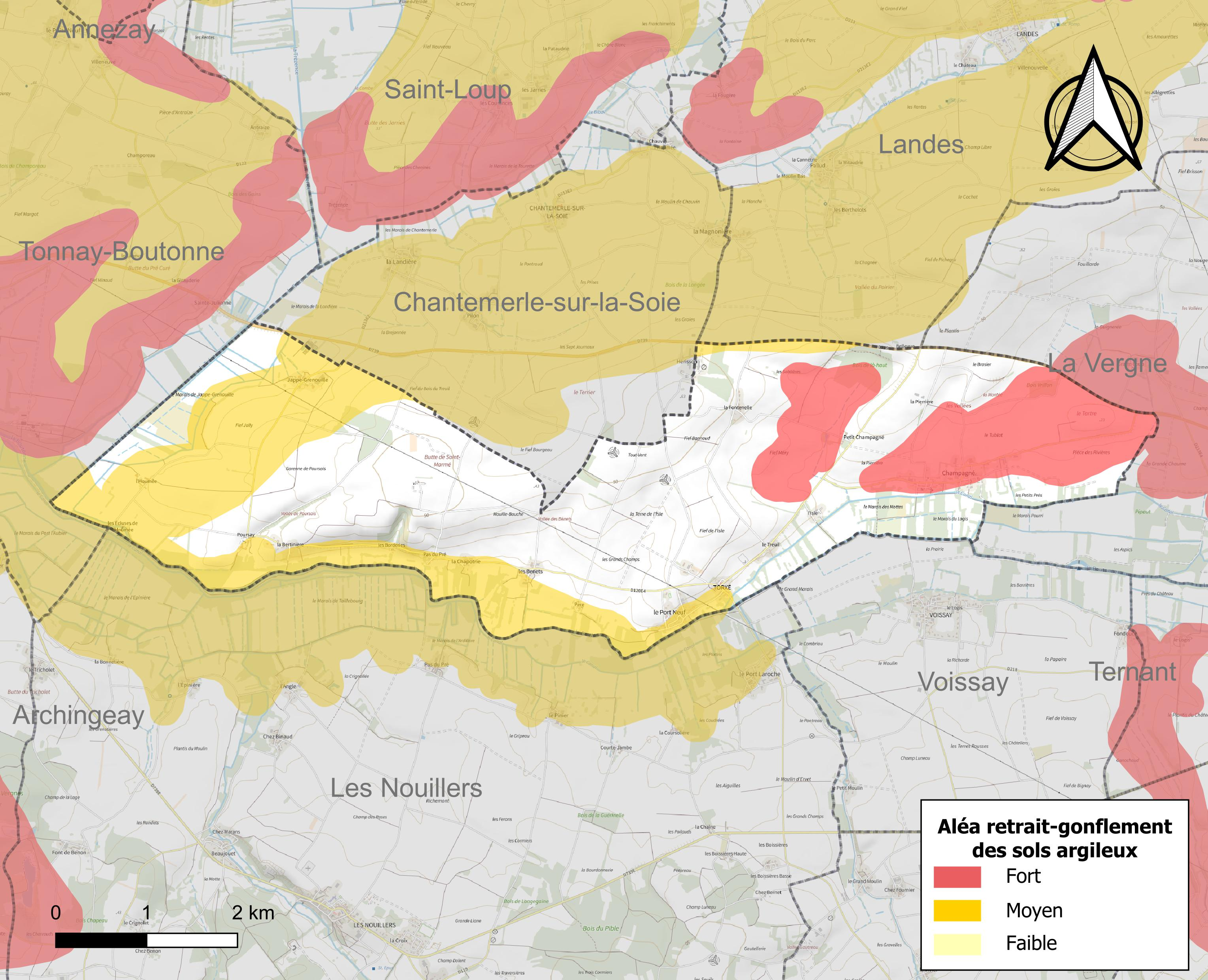
Carte des zones d'aléa retrait-gonflement des sols argileux de Torxé.

Les mouvements de terrains susceptibles de se produire sur la commune sont des tassements différentiels.
Le retrait-gonflement des sols argileux est susceptible d'engendrer des dommages importants aux bâtiments en cas d’alternance de périodes de sécheresse et de pluie. 41,7 % de la superficie communale est en aléa moyen ou fort (54,2 % au niveau départemental et 48,5 % au niveau national). Sur les 166 bâtiments dénombrés sur la commune en 2019,  116 sont en aléa moyen ou fort, soit 70 %, à comparer aux 57 % au niveau départemental et 54 % au niveau national. Une cartographie de l'exposition du territoire national au retrait gonflement des sols argileux est disponible sur le site du BRGM,.
Par ailleurs, afin de mieux appréhender le risque d’affaissement de terrain, l'inventaire national des cavités souterraines permet de localiser celles situées sur la commune.
Concernant les mouvements de terrains, la commune a été reconnue en état de catastrophe naturelle au titre des dommages causés par la sécheresse en 2005 et par des mouvements de terrain en 1983, 1999 et 2010.

#### Risques technologiques
Le risque de transport de matières dangereuses sur la commune est lié à sa traversée par une ou des infrastructures routières ou ferroviaires importantes ou la présence d'une canalisation de transport d'hydrocarbures. Un accident se produisant sur de telles infrastructures est susceptible d’avoir des effets graves sur les biens, les personnes ou l'environnement, selon la nature du matériau transporté. Des dispositions d’urbanisme peuvent être préconisées en conséquence.

## Toponymie
Le nom de la commune proviendrait de l'anthroponyme gallo-romain Turcius, auquel a été apposé le suffixe -acum. Au cours de l'histoire, il a été diversement orthographié : Torcé, Torsay, Thorsay. C'est en 1961 que le conseil municipal se prononce pour la formulation actuelle, Torxé.

## Administration

### Liste des maires
Le registre des délibérations du conseil municipal consultable à la mairie permet de reconstituer tous les conseils municipaux à partir de 1905. Les noms des maires sont connus à partir de 1831. En 1908, Théophile Longuet succède à Hippolyte Goguet. Il conservera cette fonction jusqu'en 1959 avec une interruption pendant la seconde guerre mondiale. Né à Torxé en 1908, ce cultivateur aura donc durablement marqué la politique de sa commune. Il fut en outre conseiller général du canton de Tonnay-Boutonne depuis 1921 jusqu'à sa mort.
| Période                                  | Période  | Identité         | Étiquette | Qualité |
| ---------------------------------------- | -------- | ---------------- | --------- | ------- |
| 1959                                     | 1983     | Raymond Biteau   |           |         |
| 1983                                     | 1989     | M. Pierre        |           |         |
| 1989                                     | 1995     | P. Laurent       |           |         |
| 1995                                     | 2014     | Philippe Partaud | PS        |         |
| 2014                                     | En cours | Suzette Moreau   |           |         |
| Les données manquantes sont à compléter. |          |                  |           |         |

## Population et société

### Démographie

#### Évolution démographique
L'évolution du nombre d'habitants est connue à travers les recensements de la population effectués dans la commune depuis 1793. Pour les communes de moins de 10 000 habitants, une enquête de recensement portant sur toute la population est réalisée tous les cinq ans, les populations de référence des années intermédiaires étant quant à elles estimées par interpolation ou extrapolation. Pour la commune, le premier recensement exhaustif entrant dans le cadre du nouveau dispositif a été réalisé en 2005.

En 2022, la commune comptait 252 habitants, en évolution de +22,93 % par rapport à 2016 (Charente-Maritime : +4,04 %, France hors Mayotte : +2,11 %).
| 1793 | 1800 | 1806 | 1821 | 1831 | 1836 | 1841 | 1846 | 1851 |
| ---- | ---- | ---- | ---- | ---- | ---- | ---- | ---- | ---- |
| 405  | 449  | 474  | 467  | 518  | 550  | 531  | 518  | 538  |

| 1856 | 1861 | 1866 | 1872 | 1876 | 1881 | 1886 | 1891 | 1896 |
| ---- | ---- | ---- | ---- | ---- | ---- | ---- | ---- | ---- |
| 486  | 517  | 528  | 506  | 476  | 453  | 446  | 421  | 422  |

| 1901 | 1906 | 1911 | 1921 | 1926 | 1931 | 1936 | 1946 | 1954 |
| ---- | ---- | ---- | ---- | ---- | ---- | ---- | ---- | ---- |
| 408  | 371  | 376  | 350  | 314  | 325  | 354  | 316  | 316  |

| 1962 | 1968 | 1975 | 1982 | 1990 | 1999 | 2005 | 2006 | 2010 |
| ---- | ---- | ---- | ---- | ---- | ---- | ---- | ---- | ---- |
| 307  | 272  | 244  | 216  | 202  | 233  | 229  | 231  | 244  |

| 2015 | 2020 | 2022 | - | - | - | - | - | - |
| ---- | ---- | ---- | - | - | - | - | - | - |
| 211  | 244  | 252  | - | - | - | - | - | - |

## Lieux et monuments
- Église Saint-Pierre

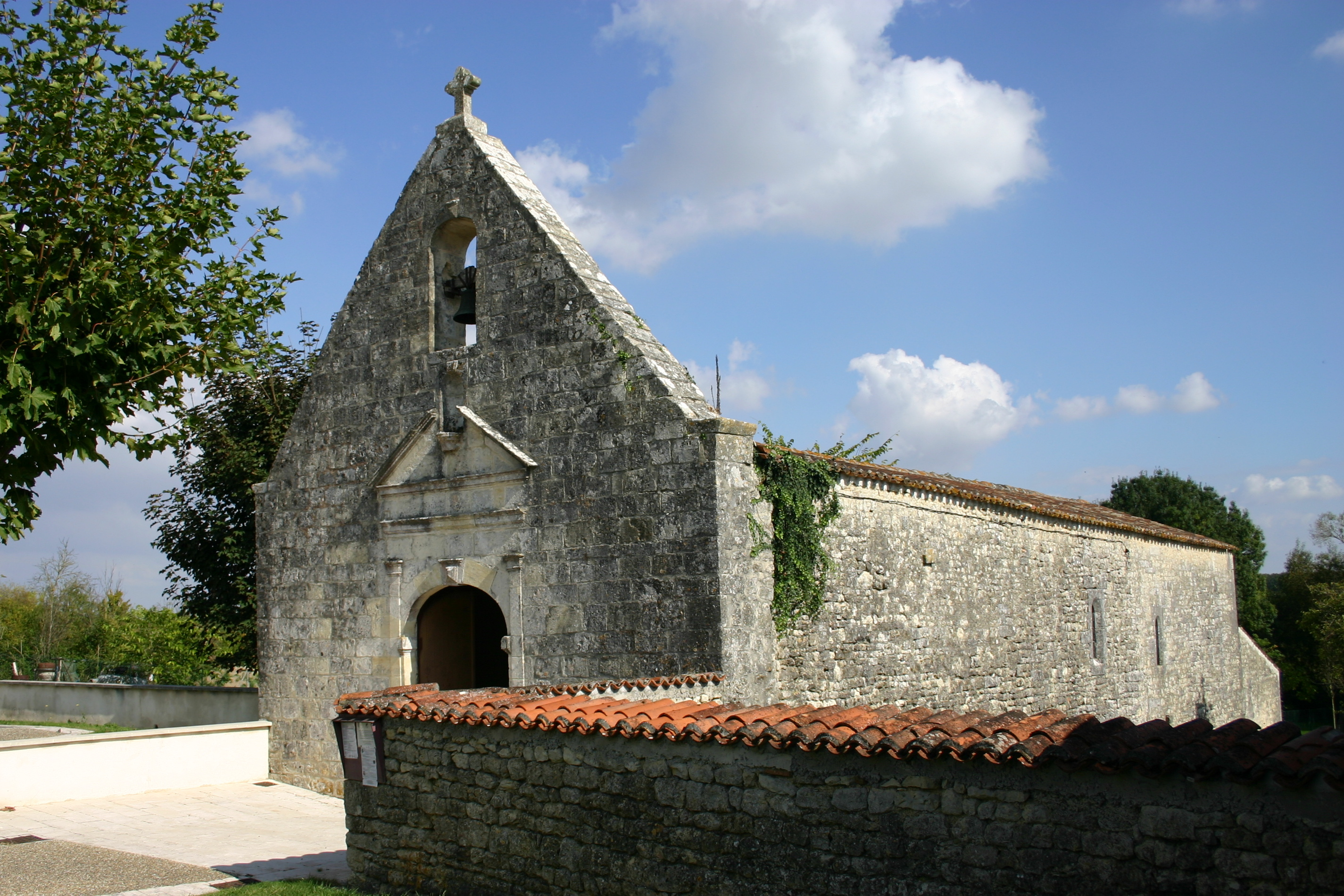
L'église Saint-Pierre

Ce modeste édifice de campagne dédié à Saint-Pierre-les-Liens comporte certains éléments remontant au XIIIe siècle. L'église a fait l'objet d'un procès-verbal de visite daté du 7 novembre 1677, dans lequel "René Rousseau, abbé de Montiemeuf" décrit l'état de délabrement dans lequel l'église est tombée et établit une liste de travaux et d'améliorations à réaliser. En 1997 elle est intelligemment restaurée.
- Le pont tournant

Un pont tournant construit à la sortie du bourg permettait de franchir la Boutonne depuis l'an 1890. Le tablier en bois a été remplacé par une structure en métal et béton Armé en 1989. Le mécanisme tournant est actionné une fois par an à des fins de vérifications du fonctionnement  et d'entretien.
- Moulin de Saint-Marmé

Moulin tour construit entre le IIe et le XVIIe siècle. Situé sur une butte de + 57 mètres, il offre un point-de-vue sur la vallée de la Boutonne. L'édifice a été totalement restauré (ainsi que le four situé à proximité), mais les ailes ont été démontées en raison d"un défaut de fabrication. Une légende prétend que l'ermite qui y vivait, Saint Marmé, mit au défi Roland de faire passer les eaux de la Boutonne au pied de son moulin s'il voulait épouser sa fille. C'est parce que le vieillard serait revenu sur sa parole que Roland aurait lancé son outil, qui en retombant forma la butte de Puyrolland.
- Pierre close de Champagné : dans le village de Champagné, un gros bloc de calcaire (1,70 m de long pour 0,82 m de large et 0,80 m de hauteur) a été reconnu comme un mégalithe probable de type pierre close[25].

## Galerie

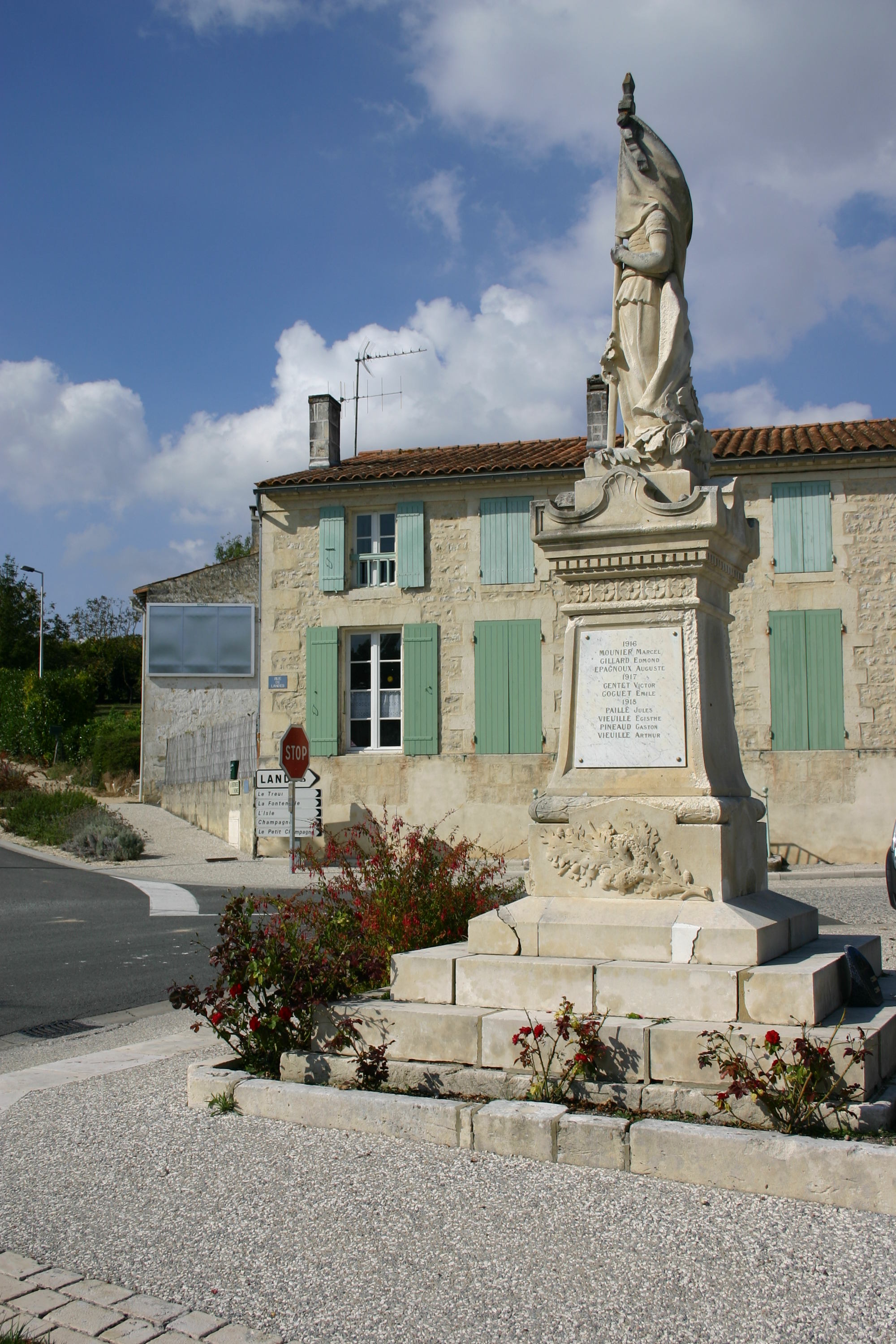
Monument aux morts
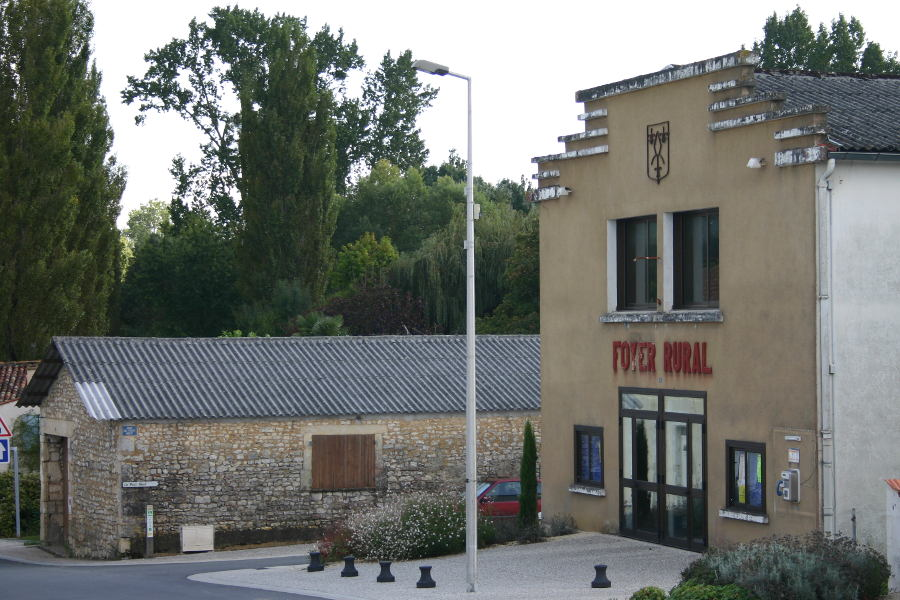
Foyer rural, fondé en 1957
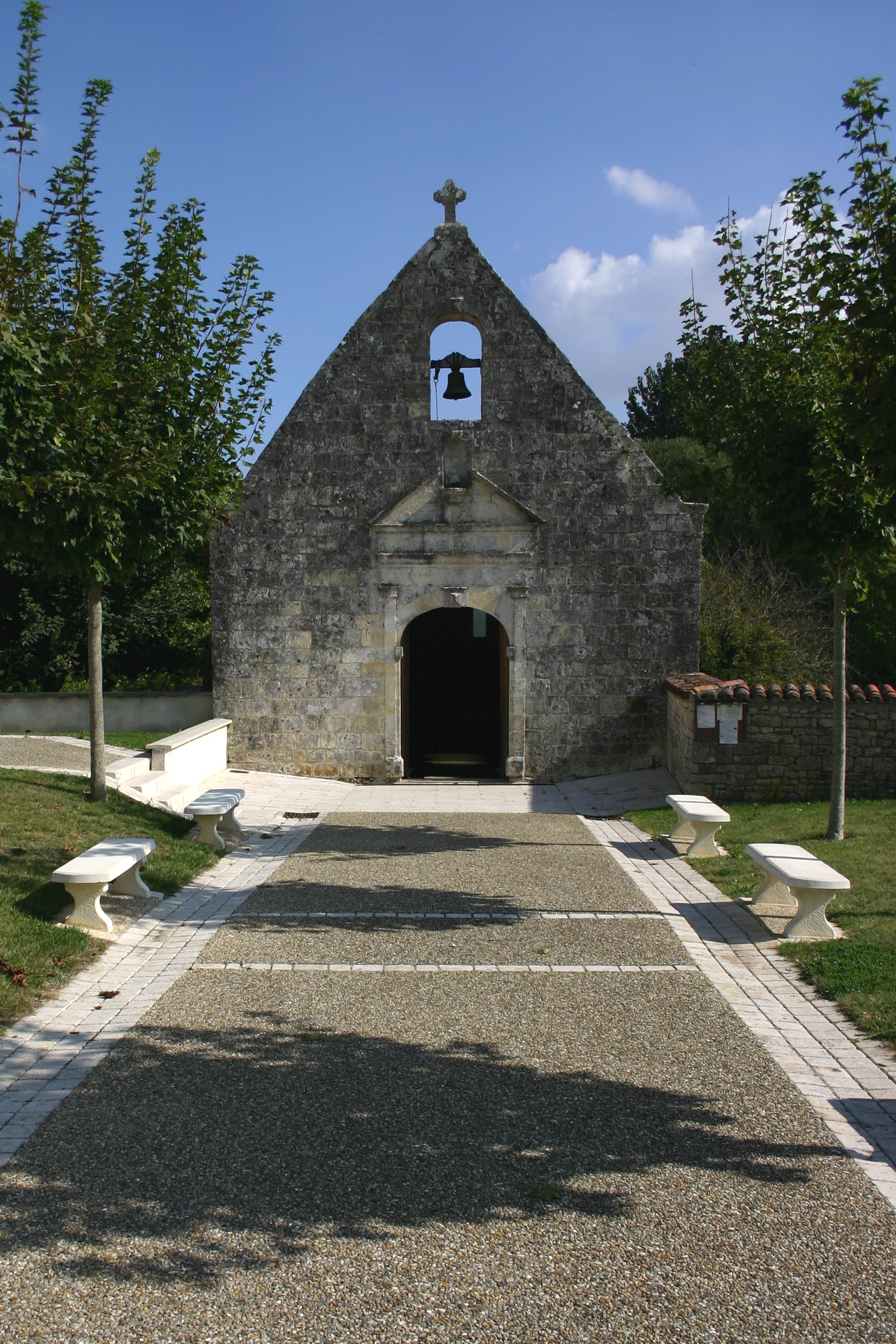
Parvis de l'église